# Erich Bessel-Hagen
Erich Bessel-Hagen   (Charlottenburg, 12 de setembre de 1898 - Bonn, 29 de març de 1946) va ser un matemàtic alemany.

## Vida i Obra
Bessel-Hagen va néixer a Charlottenburg (avui un barri de Berlín), fill del cirurgià Friedrich Carl Bessel-Hagen, director de l'hospital de la ciutat, cap del seu consell mèdic i professor de cirurgia. El seu germà gran va ser el reconegut geògraf Hermann B. Hagen, que va arribar a ser director de l'Institut Iberoamericà de Berlín. El 1917 va acabar el estudis secundaris a Charlottenburg amb mencions especials en grec clàssic, matemàtiques i física. El mateix any va ingressar a la universitat de Berlín, on a més d'estudiar matemàtiques, també va assistir a classes d'altres disciplines, especialment de filologia clàssica amb els professors Ulrich von Wilamowitz-Moellendorff i Hermann Alexander Diels. Aquesta passió pel grec clàssic va fer que mantingués un llarga relació d'amistat amb l'arqueòleg grec Spirídon Marinatos, a qui va conèixer durant els seus estudis.
L'any 1920 va obtenir el doctorat amb una tesi dirigida per Constantin Carathéodory i el curs següent va seguir cursos post-doctorals a la universitat de Göttingen. Allà va cridar l'atenció de Felix Klein, qui el va incorporar com coeditor dels seus tractats de matemàtiques i per fer-li d'assistent. Al 1925 va aconseguir l'habilitació docent; durant aquests anys a Göttingen va establir unes fortes i duradores amistats amb Otto Neugebauer i, sobre tot, amb Carl Siegel.
El 1927 va ser contractat per la universitat de Halle; però només hi va estar un curs, ja que el curs 1928/29 es va incorporar a la universitat de Bonn, en la qual va fer la resta de la seva carrera acadèmica. A Bonn va dirigir, juntament amb Otto Toeplitz i Oskar Becker, el seminari d'història de les matemàtiques. El seu coneixement de llengües, sobre tot del grec clàssic però també de l'àrab, el feien especialment adequat per aquesta tasca.

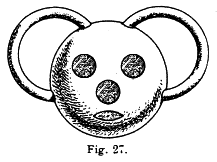
Figura a la pàgina 151 del Vorlesungen über Topologie (1923) de Béla Kerékjártó

Bessel-Hagen tenia una personalitat molt tímida, cosa que sempre el va fer blanc dels acudits dels alumnes... i dels col·legues: Béla Kerékjártó en un llibre seu de 1923 posava en el seu índex onomàstic que a la pàgina 151 hi havia una referència a Bessel-Hagen, però en anar a aquesta pàgina, no era citat; el que si hi havia a la pàgina era un diagrama d'una esfera amb una mena de grans nanses que semblaven gran orelles. Sanford L. Segal recordava que en els anys 60's (vint anys després de la mort de Bessel-Hagen), quan encara era estudiant de grau, havia sentit acudits matemàtics que tenien com protagonista Bessel-Hagen. Aquest caràcter i la seva honestedat, van fer que patís de forma extrema el nazisme, convertint-se en un exponent de l'exili interior. Va ser l'únic professor que va continuar visitant regularment Felix Hausdorff després que fos destituit i li portava llibres de la biblioteca a la que Hausdorff tenia prohibit l'accés.
Aquest mateix caràcter retret, i amant de la veritat i de l'exactitud, va fer que publiqués molt poc: només una dotzena d'articles científics i una desena de recensions.